# Свістталь
Свістталь (нім. Swisttal) — громада в Німеччині, знаходиться в землі Північний Рейн-Вестфалія. Підпорядковується адміністративному округу Кельн. Входить до складу району Райн-Зіг.
Площа — 62,27 км2. Населення становить 18 763 ос. (станом на 31 грудня 2020).

## Географія

### Адміністративний поділ
Громада  складається з 10 районів:
- Гаймерцгайм
- Бушгофен
- Дюнстекофен
- Свістталь-Ессіг
- Лудендорф
- Міль
- Олльгайм
- Одендорф
- Моренгофен
- Штрасфельд